# Gaspare Carpegna
Pour les articles homonymes, voir Carpegna (homonymie).
Gaspare Carpegna (né le 8 mai  1625 à Rome, alors capitale des  États pontificaux et mort le 6 avril 1714 à Rome) est un cardinal italien du XVIIe siècle et du début du XVIIIe siècle. Il est un parent du cardinal Ulderico Carpegna (1633).

## Biographie
Gaspare Carpegna exerce plusieurs fonctions au sein de la Curie romaine, notamment comme référendaire au tribunal suprême de la Signature apostolique, secrétaire de la Congrégation des eaux, auditeur à la Rote romaine et conseiller à l'inquisition. Il est élu archevêque titulaire de Nicée en 1670. 
Le pape Clément X le crée cardinal lors du consistoire du 18 décembre 1670. Le cardinal Carpegna est nommé vicaire général de Rome (1671), préfet de la Congrégation pour les évêques (1675) et préfet de la Congrégation des rites (1700-1714). En 1681-1682 il est camerlingue du Sacré Collège.
Le cardinal Carpegna participe au conclave de 1676, lors duquel Innocent XI est élu pape et aux conclaves de 1689 (élection d'Alexandre VIII), 1691 (élection d'Innocent XII) et 1700.

## Succession apostolique
Gaspare Carpegna a ordonné les évêques suivants :
- Évêque Ippolito Vicentini (en) (1671)
- Cardinal Fabrizio Spada (1672)
- Archevêque Hyacinthe Libelli (en), O.P. (1673)
- Évêque Simon Gaudenti (en) (1673)
- Évêque Andrea Francolisio d'Aquino (en) (1673)
- Évêque Giuseppe di Giacomo (en) (1673)
- Archevêque Carlo Francesco Airoldi (en) (1673)
- Évêque Giuseppe Pianetti (en) (1673)
- Évêque Lodovico Magni (en), O.F.M.Conv. (1674)
- Évêque Alfonso Pacella (en) (1674)
- Évêque Giuseppe de Lazzara (en) (1676)
- Évêque Vincenzo Cavalli (en) (1676)
- Évêque Antonio Savo de' Panicoli (en) (1678)
- Archevêque Louis d'Anglure de Bourlemont (1679)
- Archevêque Gaetano Miraballi, C.R. (1679)
- Évêque Carlo Molza, O.S.B. (1679)
- Évêque Francesco Berardino Corradini (en) (1680)
- Évêque Carlo Riggio (1681)
- Cardinal Federico Visconti (1681)
- Évêque Stefano Ricciardi (1681)
- Cardinal Giacomo Antonio Morigia, B. (1681)
- Évêque Francesco Maria Caffori (1681)
- Cardinal Fabrizio Paolucci (1685)
- Cardinal Gasparo Cavalieri (1687)
- Archevêque Francesco Liberati (1688)
- Archevêque Giorgio Emo (en) (1688)
- Évêque Giovanni Vusich (en) (1688)
- Cardinal Bandino Panciatici (1689)
- Cardinal Giacomo Boncompagni (1690)
- Évêque Marco Battista Battaglini (it) (1690)
- Archevêque Michele Antonio Vibò (it) (1690)
- Évêque Paolo Vallaresso (it) (1693)
- Patriarche Andrea Riggio (it) (1693)
- Évêque Michelangelo Veraldi (it) (1693)
- Évêque Juan de Santa María Alonso de Valeria (es), O.F.M. (1694)
- Évêque Giuseppe Olgiati (it) (1694)
- Cardinal Francesco Acquaviva d'Aragona (1697)
- Cardinal Giulio Piazza (1697)